# Frits Thaulow

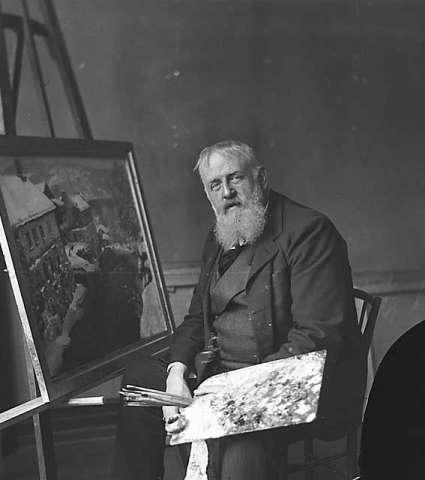
Frits Thaulow munka közben

Frits Thaulow (Christiania, 1847. október 20. – Volendam, 1906. november 5.) norvég impresszionista festő, aki leginkább naturalisztikus tájképfestészetéről ismert.

## Életrajza
Christianiában született egy jómódú gyógyszerész, Harald Thaulow (1815–1881) és felesége Nicoline ("Nina") Louise Munch (1821–1894) fiaként. Thaulow a koppenhágai Művészeti Akadémián tanult 1870 és 1872 közt, majd 1873-tól Hans Gude iskolatársa volt a badeni Művészeti Iskolában Karlsruhéban.
Egy rövidebb Skagenban való tartózkodás után 1879-ben, Thaulow hazatért Norvégiába 1880-ban. Az akkori norvég művészvilág egyik meghatározó alakjává vált Christian Krohg és Erik Werenskiold mellett és segített megrendezni a Nemzeti Művészeti Kiállítást (norvég nyelven: Høstutstillingen), 1882-ben. Thaulow tájképei közül az Åsgårdstrandban készültek a legismertebbek. Åsgårdstrand volt az egyik legfontosabb központja a korabeli művészeknek és festőknek, egészen az 1880-as évektől kezdődően.
Később Thaulow Franciaországba költözött 1892-ben és itt is élt egészen 1906-ban bekövetkezett haláláig. Thaulow hamarosan rádöbbent arra, hogy a párizsi látnivalók nem ragadják meg igazán művészi fantáziáját. A legszebb képeit olyan kisvárosokban készítette, mint Montreuil (1892-94), illetve Dieppe és a környező települések (1894-98), Quimperlé (1901), valamint Beaulieu-sur-Dordogne-ban 1903-ban.

## Magánélete
Thaulow kétszer is megházasodott. Első felesége Ingeborg Charlotte Gad (1852-1908) volt, akit 1874-ben vett feleségül. Ez a házassága 1886-ban felbomlott. Második házasságát Alexandra Lassonnal (1862–1955), Carl Lasson jelentős norvég jogász (1830–1893) lányával kötötte meg 1886-ban. Második feleségétől három gyermeke született: Harald Thaulow (1887–1971), Ingrid Thaulow (1892–1983) és Christian Lasson Thaulow (1895–1944).

## Válogatott képgaléria

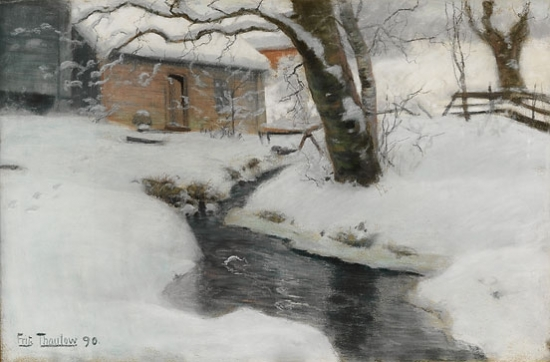
Norvég téli tájkép 1890
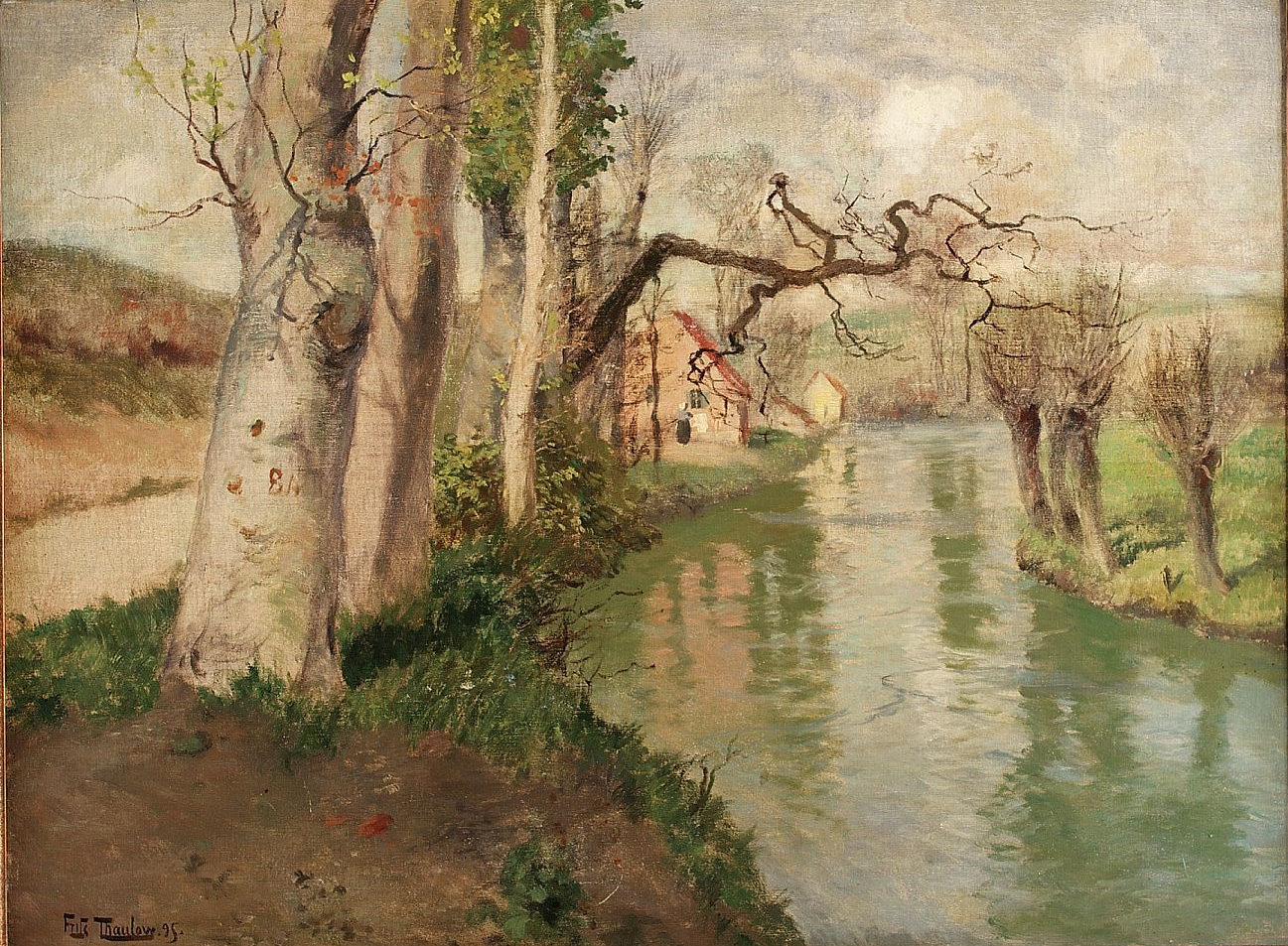
Arques folyó Dieppe-ben 1895
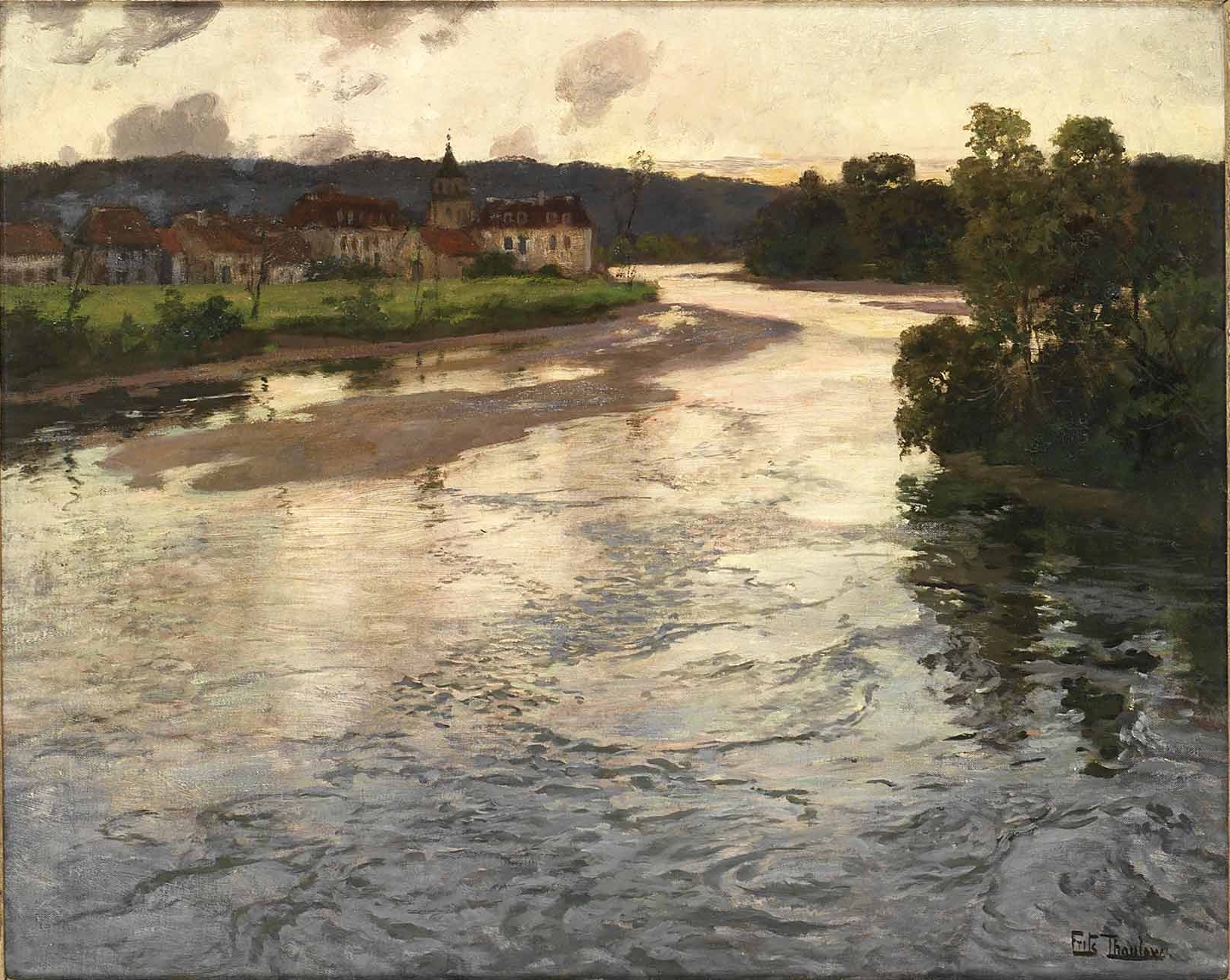
Dordogne folyó 1903
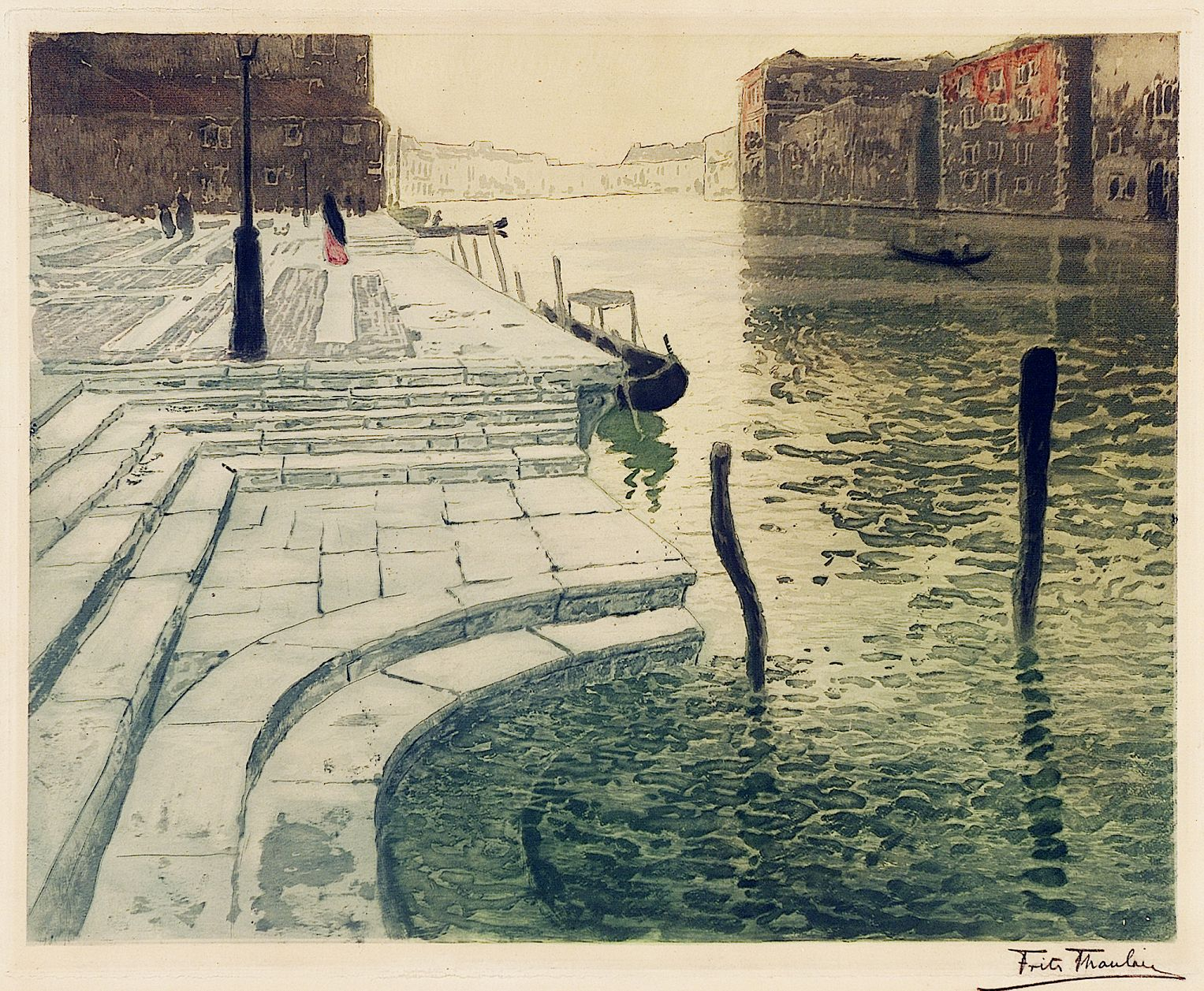
Márványlépcsők 1903
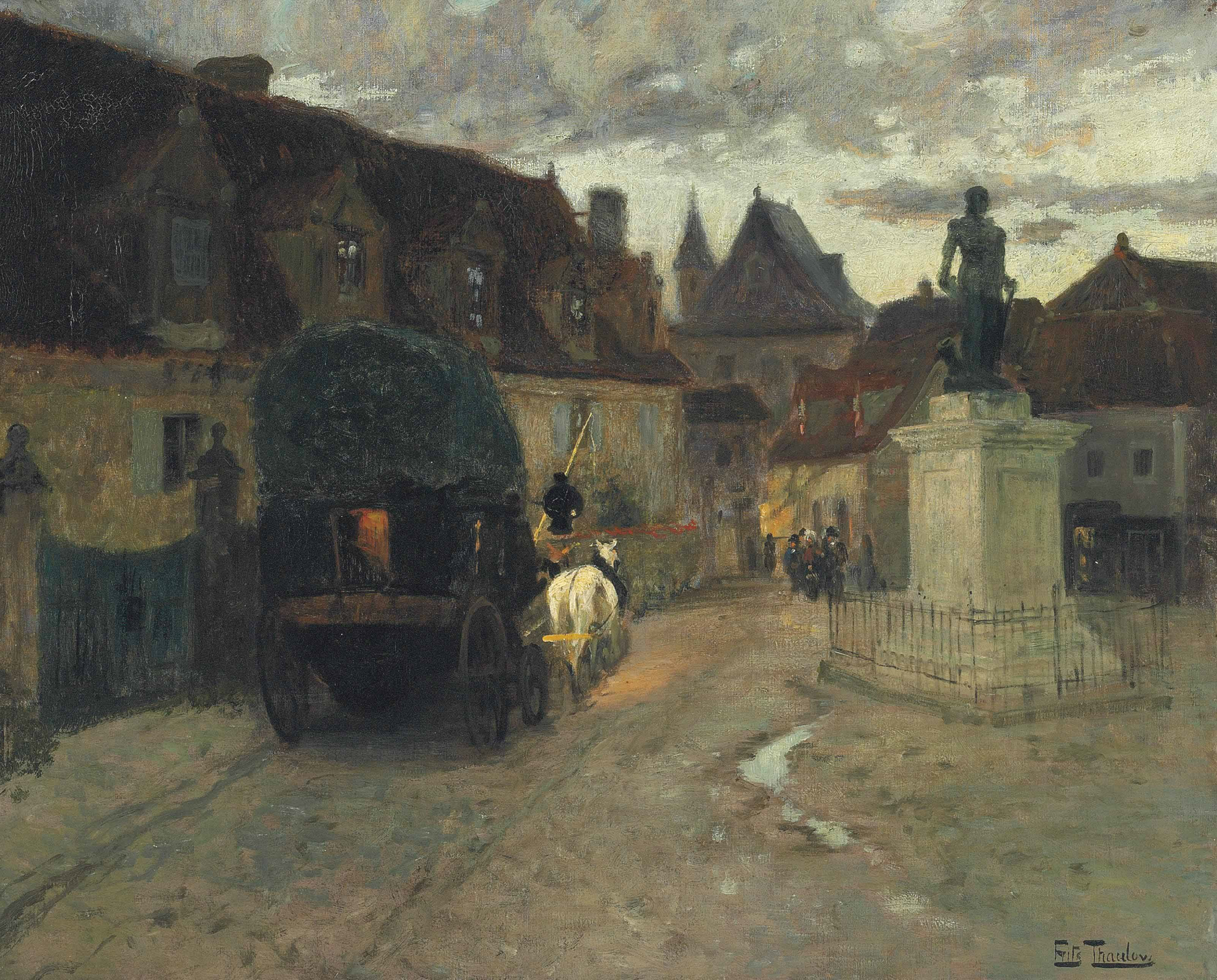
Marbot tér Beaulieu-sur-Dordogne-ban 1904

## Fordítás
- Ez a szócikk részben vagy egészben  a   Frits Thaulow című angol Wikipédia-szócikk ezen változatának fordításán alapul.  Az eredeti cikk szerkesztőit annak laptörténete sorolja fel. Ez a jelzés csupán a megfogalmazás eredetét és a szerzői jogokat jelzi, nem szolgál a cikkben szereplő információk forrásmegjelöléseként.